# فرانسواز دو غرافيني
كانت فرانسواز دو غرافيني (11 فبراير 1695 – 12 ديسمبر 1758)، المعروفة باسم مدام دو غرافيني، روائية وكاتبة مسرحية ومضيفة صالون فرنسية.
اشتهرت في البداية بأنها مؤلفة رواية رسائل امرأة بيروفية، وهي رواية نشرت عام 1747، وأصبحت أشهر كاتبة على قيد الحياة في العالم بعد نجاح فيلمها الكوميدي العاطفي سيني في عام 1750. ساءت سمعتها ككاتبة مسرحية عندما فشلت مسرحيتها الثانية في المسرح الوطني الفرنسي، بعنوان ابنة أريستيد، في عام 1758، وحتى روايتها لم تعد تحظى بشعبية بعد عام 1830. منذ ذلك الحين وحتى الثلث الأخير من القرن العشرين، كادت تكون منسية، ولكن بفضل البعثة التعليمية الجديدة والاهتمام بالكاتبات الذي ولدته الحركة النسوية، تعتبر فرانسواز دو غرافيني حاليًا كاتبة فرنسية مهمة في القرن الثامن عشر.

## بداية حياتها وزواجها، وترملها في لورين
ولدت فرانسواز ديسمبورج دابنكورت في نانسي، في دوقية لورين. كان والدها، فرانسواز دابنكورت، ضابطًا في سلاح الفرسان. كانت والدتها، مارغريت كالوت، ابنة أخت فنان لورين الشهير جاك كالوت. انتقلت عائلتها إلى سان نيكولاس دي بورت، عندما كانت ما تزال فتاة صغيرة، حيث كان والدها قائدًا لحراس خيول دوق لورين.
في 19 يناير 1712، حيث لم تكن تبلغ السابعة عشرة من عمرها بعد، تزوجت مدموزيل دابونكورت في كنيسة سان نيكولاس دي بورت من فرانسوا هوغيت، وهو ضابط شاب يعمل في خدمة الدوق. كان ابن عمدة نوشاتو الثري، جان هوغيت. كان مثل والده، من الملّاك، وهي أدنى رتبة من النبلاء. تلقى العريس من والده، كمباركة على الزواج، ملكية دو غرافيني واعتمد الزوجان نتيجة ذلك لقب «دو غرافيني» اسمًا لهما. من جانبها، تلقت العروس منزلًا كبيرًا ورثته والدتها من جاك كالوت، ويقع في فيلير ليه نانسي، حيث عاش الزوجان لنحو ست سنوات.
بدا أن فرانسوا دو غرافيني ستتمتع بمستقبل واعد، وقد أنجب الزوجان ثلاثة أطفال في غضون خمس سنوات هم: شارلوت أنطوانيت (مواليد يونيو 1713، وتوفيت في ديسمبر 1716)؛ جان جاك (مواليد مارس 1715، عاش بضعة أيام فقط) وماري تيريز (من مواليد مارس 1716، وتوفيت في ديسمبر 1717). كان زوجها مقامرًا، وسكيرًا يضرب زوجته، وسجن بتهمة العنف المنزلي. في عام 1718، وقعت عائلة غرافيني، التي كانت غارقة في الديون وتعيش منفصلة، وثيقة منحتها سلطة تسيير الشؤون المالية للعائلة وتطلبت منه مغادرة لورين إلى باريس. في عام 1723، انفصلا بشكل قانوني. توفي عام 1725 في ظروف غامضة. تحررت فرانسواز دو غرافيني، بصفتها أرملة، من زوجها الوحشي، لكنها لم تتعافى تمامًا من الخسائر المالية أو الصدمة العاطفية لزواجها.
توفيت والدة فرانسواز دي غرافيني عام 1727، وتزوج والدها مرة أخرى بعد أشهر فقط، وانتقل إلى بلدة نائية في لورين، حيث توفي أيضًا عام 1733، تاركًا ابنته خالية من جميع الالتزامات العائلية. بحلول ذلك التاريخ، انتقل بلاط لورين إلى لون أوشفيل، حيث عاشت بدعم من أرملة الدوق، الدوقة الأرملة والوصية على العرش، إليزابيث شارلوت من أورلينز. التقت هناك بضابط سلاح الفرسان الأنيق، ليوبولد ديسمارست، الذي يصغرها بثلاثة عشر عامًا، والذي كان والده هنري ديسماريست مسؤولًا عن موسيقى البلاط؛ حوالي عام 1727 بدأ هو وفرانسواز دي غرافيني علاقة عاطفية استمرت حتى عام 1743. التقت أيضًا برجل أصغر سنًا، هو فرانسوا انطوان ديفو، الذي تدرب كي يصبح محاميًا لكنه كان يحلم بأن يكون كاتبًا؛ وهو معروف للجميع باسم بانبان، وأصبح أقرب صديق لها وصديقها الحميم، وفي عام 1733 بدأوا مراسلات استمرت حتى وفاتها. انتهت هذه الفترة المثالية في عام 1737، عندما تنازل الدوق فرانسوا إيتيان دو لورين عن دوقيته لفرنسا للحصول على الدعم الفرنسي لزواجه من ماريا تيريزا من النمسا. تفرق أصدقاء وحماة فرانسواز دو غرافيني ولم يكن لديها مكان تذهب إليه.

## من لورين إلى باريس
أخيرًا، وفي عام 1738، رتبت لتصبح رفيقة لدوقة ريشيليو؛ وكانت هذه السيدة هي ماري إليزابيث صوفي من لورين، أميرة غيز، قبل زواجها في أبريل 1734. خططت فرانسواز دو غرافيني للانضمام إلى إيميلي وعشيقها في باريس في ربيع عام 1739، لكنها كانت بحاجة للتغلب أشهر الشتاء، واستجابت لدعوة لزيارة سيري، القصر الذي كانت إيميلي، مركيزة دو شاتليه، تعيش فيه منذ عام 1734 مع عشيقها فولتير.
استغرقت الرحلة من لونيفيل إلى سيري شهرين ونصف؛ توقفت في كوميرسي، حيث انتقلت دوقة لورين الأرملة وبلاطها إلى القصر الشهير، وفي ديمانج أوكس أوكس مكثت مع صديقة هي، مركيزة دو ستينفيل، والدة دوق شوازول المستقبلي. كانت إقامتها التي استمرت شهرين في سيري هي أشهر جزء في حياتها، لأن الرسائل الثلاثين الفردية التي كتبتها عنها إلى ديفو نشرت في عام 1820. من ناحية ثانية، تم نسخ الرسائل بشكل غير دقيق، وإزالة أجزاء كبيرة منها، وتحويرها، وفي الواقع تمت الإضافة عليها بواسطة المحرر 1820 المجهول. أدخل أو أدخلت الحكايات والنكات لجعل فولتير يبدو أكثر شهرة، واغتنم/اغتنمت كل فرصة لإظهار فرانسواز دو غرافيني مثرثرة غير مسؤولة وغبية وعاطفية.
بدت الأسابيع القليلة الأولى في سيري وكأنها حلم رائع قد تحقق. قرأ فولتير من أعماله قيد التنفيذ وانضم إلى عروض مسرحياته. استعرضت المضيفة، إيميلي، ملكيتها، ومفروشاتها، وملابسها ومجوهراتها، وتعليمها المحترم. كان هناك زوار دائمون، بمن فيهم شخصيات بارزة مثل العالم الفيلسوف بيير لويس موبرتويس. دارت الأحاديث حول جميع المواضيع الممكن تخيلها، ودائمًا ما كان ينعشها ذكاء فولتير المتقد.
ولكن، كانت المشكلة تختمر. قرأ فولتير من قصيدته الهزلية الفاضحة عن جان دارك، لا بوسيل. اعترضت إيميلي رسالة من ديفو ذكرت فيها هذا العمل، وقفزت إلى استنتاج خاطئ بأن ضيفتها قد نسخت مقطعًا من القصيدة ووزعته، واتهمتها بالغش. لمدة شهر بعد ذلك، بقيت فرانسواز دي غرافيني سجينة افتراضية في سيري، إلى أن مر عشيقها ديسماريست في طريقه إلى باريس وأخذها في المرحلة الأخيرة من رحلتها.

## باريس
نجحت خطتها للعيش كرفيقة لدوقية ريشيليو لفترة قصيرة فقط، لكن الدوقة توفيت بمرض السل في أغسطس 1740. ثم عاشت كتلميذة داخلية في ديرين، وأقامت مع صديقة ثرية. أخيرًا، في خريف عام 1742، استأجرت منزلها الخاص في شارع سان ياسنت.
كانت هذه السنوات الأولى في باريس صعبة، لكنها لم تكن غير مثمرة. بدأت في تكوين صداقات جديدة، كان أهمها الممثلة جين كينو، التي تقاعدت من المسرح عام 1741، وبدأت في استقبال أصدقائها من المجال الأدبي في عشاءات غير رسمية، أطلق عليه اسم «بو ديو بان». من خلال جين كينو، التقت فرانسواز دي غرافيني معظم المؤلفين الذي يكتبون في باريس في هذا العصر ومنهم – لويس دي كايوزاك، وكلود كريبيون، وشارل كوليه، و فيليب نيريكو ديتوش، وتشارلز بينوت ديوكلو، وبارتيليمي-كريستوف فاغان، وجان بابتيست-لوي غريسيت، وبيير دي ماريفو، وفرانسوا أوغستين دو بارادي دو مونكريف، وبيير-كلود نيفيل دو لا شوسي، والكسيس بيرون، وكلود هنري دو فيوزي دي فوازونون، وغيرها – وكذلك النبلاء الذين كانوا يتمتعون بصحبتهم وانخرطوا أنفسهم في الكتابة، مثل كونت دي كيلوس، وكونت دو موريباس، ودوق ديو نيفيرني، وكونت دو نيفيرني، وكونت دو بون دو فيل وكونت دو سان فلورنتين. كان عشيقها ديسماريست بعيدًا معظم الوقت مع كتيبته، وكان محاصرًا في مدينة براغ المحاصرة في أواخر عام 1741؛ وعندما عاد إلى باريس بدون أموال لإعادة تجهيز نفسه، قبل المال من عشيقته على الرغم من أنه كان قد قرر مسبقًا تركها. لم تتخطى الصدمة العاطفية الناجمة عن خيانته تمامًا، لكن رحيله تركها حرة لمتابعة طموحاتها الخاصة.
انتقلت إلى منزلها الجديد في 27 نوفمبر 1742. في صيف عام 1743، قامت بتأجير شقة في الطابق العلوي من الباطن إلى بيير فاليري، وهو محام، وكان لها علاقة قصيرة ولكن قوية معه، وهي العلاقة الوحيدة، إلى جانب ديسماريست، التي ذكرتها في رسائلها. على الرغم من توتر العلاقات بينهما في كثير من الأحيان، غير أنه ظل معها، كمستأجر ومستشار قانوني ورفيق لها، حتى وفاتها؛ وكان المنفذ الرئيسي لوصيتها. ظلت مواردها المالية مشكلة؛ وعلقت آمالها في عام 1744، على استثمار ثبت أنه استثمار غير صحيح، ووجدت نفسها في أوائل عام 1746 غارقة في الديون أكثر من أي وقت مضى.